# 新井站 (新潟縣)
新井站（日语：／ Arai eki */?）位於日本新潟縣妙高市，是越後心跳鐵道妙高躍馬線的車站，是妙高市的中心車站，也是妙高躍馬線其中一個主要的區間總站，部份直通東日本旅客鐵道信越本線新潟站的特急列車和快速列車、直通北越急行越後湯澤站的超特急列車（但在本線內則仍為普通特等級）及部份來往直江津站的普通列車會在此起訖。
過往曾是JR東日本信越本線一部份，2015年3月14日因北陸新幹線，妙高高原～直江津之間的新潟縣路段改交由越後心跳鐵道營運。名義上本站也是日本貨物鐵道（JR貨物）的其中一個車站，但自2007年12月27日開出最後一列貨物列車後，已再沒有被使用，而相關班次列車亦在2008年3月15日時間表改正時一併廢除。
與高田站相同，在JR東日本或是朱鷺鐵的管理下，本站等級皆為直營站。JR東日本時代更設有站長職位，並指派為管理鄰近無人車站的「管理站」，站內設有綠窗口，並裝設了對應車票的自動閘機。朱鷺鐵接手後，站長職位取消，只改由正職員於指定日中時間駐守，晨早及晚上則為無人車站，綠窗口也停止運作，但票務櫃位仍繼續提供發售JR全國車票的服務。不過，原設於站內的便利商店及單車租賃服務均遭撒去。
在JR年代，由於同時在JR西日本播但線設有新井站，為作區分，所有電子印刷車票及自動閘機上會以「（信）新井」表示。
朱鷺鐵為紀念公司成立六週年，為本站設計了1名虛構站員「美雪苗香」。

## 車站結構

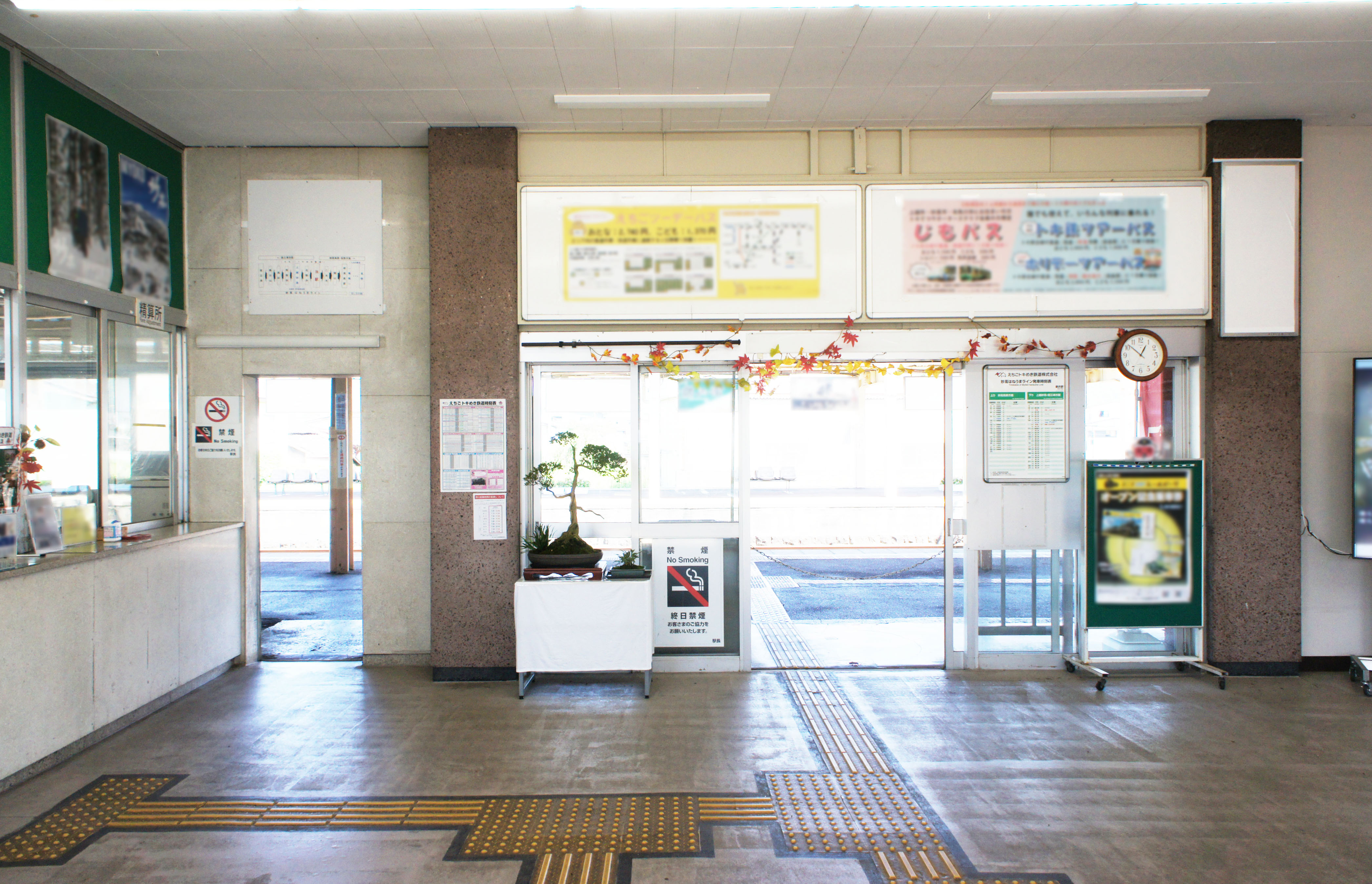
入口（2021年8月）

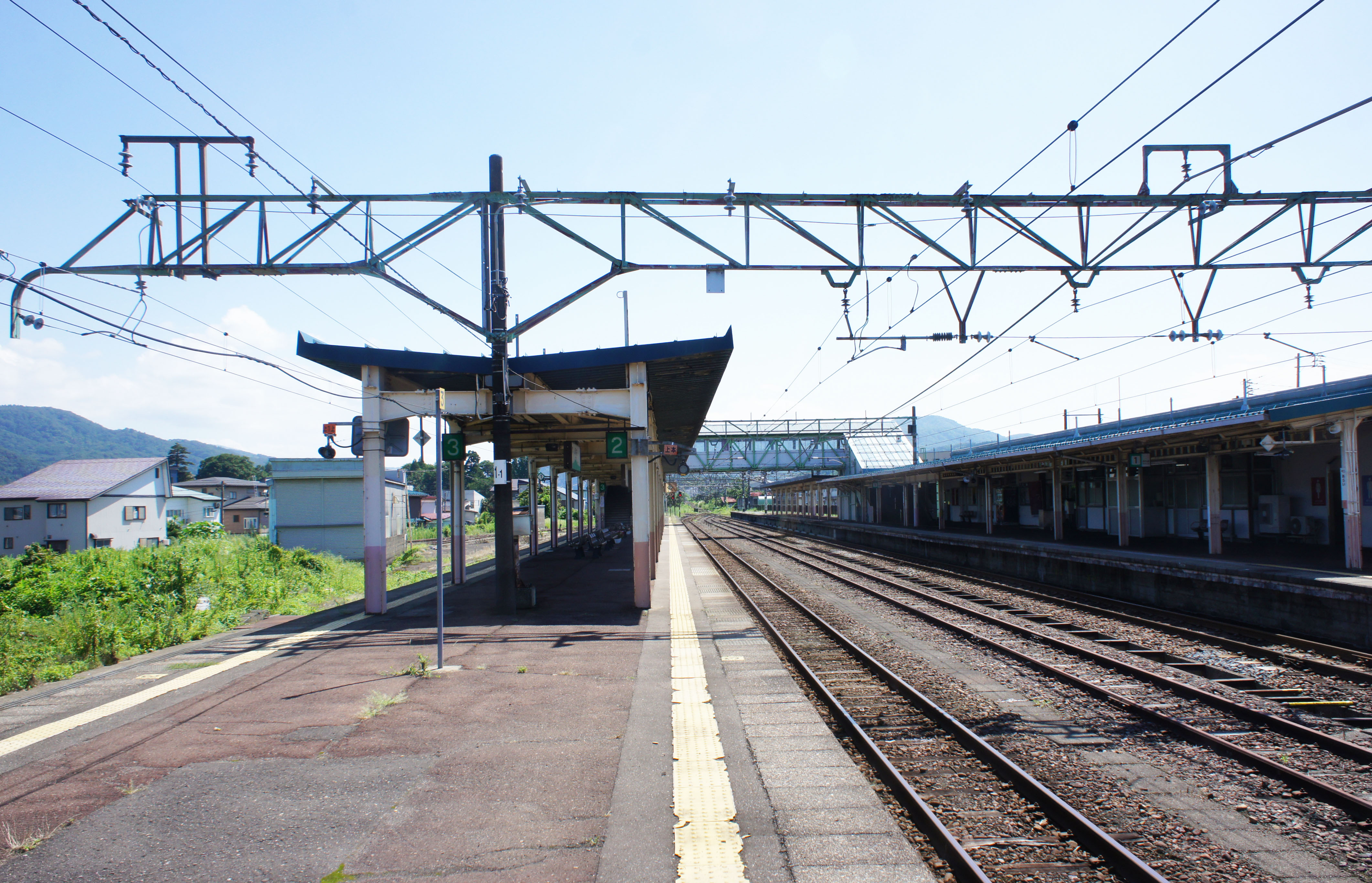
月台（2021年8月）

島式月台1面2線、側式月台1面1線的地面車站。站舍位於側式月台一側（1號月台），兩月台以跨線天橋連絡。
2023年2月，為回應妙高市議會的建議，將站房內的候車室改裝為專為學生而設的自修室。

### 月台配置
| 月台 | 路線        | 方向 | 目的地                   | 備註           |
| ---- | ----------- | ---- | ------------------------ | -------------- |
| 1    | ■妙高躍馬線 | 下行 | 直江津、十日町、新潟方向 |                |
| 2    | ■妙高躍馬線 | 上行 | 二本木、妙高高原方向     |                |
| 3    | ■妙高躍馬線 | 下行 | 直江津、新潟方向         | 主要於此站折返 |

## 歷史
- 1886年8月15日：開業。五日後開始貨運服務。
- 1986年3月3日：行李提取貨物終止。
- 1987年4月1日：國鐵分割民營化，車站由東日本旅客鐵道承繼。
- 1994年10月1日：貨櫃提取服務開始。
- 2007年12月27日：貨物列車最後服務日。
- 2008年3月15日：時間表改正，貨物列車廢止。
- 2015年：

- 1月10日：便利商店撤出、結業。
- 3月14日：隨北陸新幹線長野站～金澤站間延伸開業，JR東日本信越本線直江津～妙高高原轉由越後心跳鐵道營運。

- 2023年2月13日：繼直江津站後，把原來的候車室改裝成管內第二個專為學生而設的自修室「Study Oasis」（Studyオアシス）[2][3][4]。

## 使用狀況
| 年度 | 一日平均乘車人數 |
| ---- | ---------------- |
| 2000 | 1,393            |
| 2001 | 1,391            |
| 2002 | 1,371            |
| 2003 | 1,469            |
| 2004 | 1,342            |
| 2005 | 1,358            |
| 2006 | 1,338            |
| 2007 | 1,286            |
| 2008 | 1,348            |
| 2009 | 1,266            |
| 2010 | 1,294            |
| 2011 | 1,222            |
| 2012 | 1,168            |
| 2013 | 1,196            |
| 2014 | （未有公開）     |
| 2015 | 1016             |
| 2016 | 993              |
| 2017 | 973              |
| 2018 | 1,003            |
| 2019 | 973              |
| 2020 | 731              |
| 2021 | 726              |
| 2022 | 762              |
| 2023 | 774              |

## 相鄰車站
越後心跳鐵道
■妙高躍馬線
■特急「白雪」1、2、3、8號
新井 - 上越妙高
■普通
二本木－新井－北新井

## 外部連結
- 越後心跳鐵道新井站介紹。 （页面存档备份，存于）（日語）